# أولاد يحيى بن علي (الرخوخة)
أولاد يحيى بن علي هو دُوَّار يقع بجماعة صباح، عمالة الصخيرات تمارة، جهة الرباط سلا القنيطرة في المملكة المغربية. ينتمي الدوّار لمشيخة الرخوخة التي تضم 3 دواوير. يقدر عدد سكانه بـ 807 نسمة حسب الإحصاء الرسمي للسكان والسكنى لسنة 2004.

## روابط خارجية
- البوابة الوطنية للجماعات الترابية
- المندوبية السامية للتخطيط